# Classe Möwe
La classe Möwe ("Gabbiano") fu una classe di torpediniere della Kriegsmarine tedesca, costruite tra il 1926 e il 1929, e impiegate nella seconda guerra mondiale; il nome di "classe Möwe" venne dato loro dagli Alleati, mentre in Germania tale classe era nota come  classe Raubvogel (1923)  (le prime 6 unità) e come  classe Raubtier (1924)  (le altre 6 unità).

## Caratteristiche
Costruite nei cantieri Marinewerft di Wilhelmshaven sulla base di un vecchio progetto risalente alla prima guerra mondiale, le loro dimensioni le facevano assomigliare a dei piccoli cacciatorpediniere; furono tra le prime navi da guerra ad avere lo scafo costruito con il metodo della saldatura elettrica, nonché a utilizzare la propulsione a turbine. Il secondo lotto di 6 unità si distingueva dal primo per alcune modifiche minori, come la lunghezza dello scafo (portata da 87,7 metri a 92,6) e l'apparato motore (che permise di aumentare la velocità massima a 35,2 nodi); questo secondo lotto doveva essere armato con cannoni da 127 mm, ma poi si decise di installare dei pezzi da 105 mm aggiornati.
Si dimostrarono più efficienti nelle operazioni in acque basse e meno efficaci nelle operazioni in alto mare, mentre il loro armamento si dimostrò abbastanza carente (in particolare l'armamento contraereo, che infatti venne potenziato nel 1940). Seppur già obsolete all'epoca, vennero impiegate durante la seconda guerra mondiale, perlopiù come unità posamine e come scorta ai convogli, sia nel Mar Baltico che nel Canale de La Manica. Due unità di questa classe furono le uniche navi della Kriegsmarine ad opporsi allo Sbarco in Normandia: nelle prime ore del 6 giugno 1944, la Möwe e la Jaguar, insieme alla torpediniera T28, lasciarono il porto di Le Havre dopo aver ricevuto la notizia dell'avvistamento di forze navali nemiche; verso le 4:30, le tre torpediniere avvistarono l'immenso convoglio alleato, e nonostante la sproporzione delle forze lo attaccarono lanciando diciotto siluri; il cacciatorpediniere norvegese Svenner, colpito in pieno, affondò in pochi minuti, mentre le torpediniere tedesche riuscivano a sganciarsi senza subire perdite.
Tutte le unità andarono perse o vennero affondate nel corso della guerra.

## Le navi
Tutte le unità portavano il nome di un uccello rapace o di un mammifero predatore
Classe Raubvogel (1923)
| Nome                      | Impostazione     | Varo              | Entrata in servizio | Destino finale |
| ------------------------- | ---------------- | ----------------- | ------------------- | --- |
| Möwe (gabbiano)           | 2 maggio 1925    | 24 marzo 1926     | 1º ottobre 1926     | affondata il 14 giugno 1944 a Le Havre in un bombardamento aereo                                                              |
| Falke (falco)             | 17 novembre 1925 | 22 settembre 1926 | 15 agosto 1927      | affondata il 14 giugno 1944 a Le Havre in un bombardamento aereo                                                              |
| Greif (grifone)           | 5 ottobre 1925   | 15 luglio 1926    | 15 marzo 1927       | silurata da un aereo il 24 maggio 1944                                                                                        |
| Kondor (condor)           | 17 novembre 1925 | 22 settembre 1926 | 15 luglio 1927      | gravemente danneggiata dall'urto con una mina il 23 maggio 1944, radiata il 1º agosto 1944                                    |
| Albatros (albatros)       | 5 ottobre 1925   | 15 luglio 1926    | 5 maggio 1928       | arenatasi dopo essere stata colpita da batterie costiere nell'Oslofjord il 10 aprile 1940, durante l'invasione della Norvegia |
| Seeadler (aquila di mare) | 5 ottobre 1925   | 15 luglio 1926    | 1º maggio 1927      | affondata da una motosilurante britannica il 14 maggio 1942 mentre scortava l'incrociatore ausiliario Stier                   |

Classe Raubtier (1924)
| Nome               | Impostazione  | Varo            | Entrata in Servizio | Destino finale                                                                                              |
| ------------------ | ------------- | --------------- | ------------------- | --- |
| Wolf (lupo)        | 8 marzo 1927  | 12 ottobre 1927 | 15 novembre 1928    | affondata per l'urto con una mina l'8 gennaio 1941 vicino a Dunkerque                                       |
| Iltis (puzzola)    | 8 marzo 1927  | 12 ottobre 1927 | 1º ottobre 1928     | affondata da una motosilurante britannica il 14 maggio 1942 mentre scortava l'incrociatore ausiliario Stier |
| Jaguar (giaguaro)  | 4 maggio 1927 | 15 marzo 1928   | 15 agosto 1929      | affondata il 14 giugno 1944 a Le Havre in un bombardamento aereo                                            |
| Leopard (leopardo) | 4 maggio 1927 | 15 marzo 1928   | 1º giugno 1929      | affondata a seguito di una collisione il 30 aprile 1940                                                     |
| Luchs (lince)      | 2 aprile 1927 | 15 marzo 1928   | 15 aprile 1929      | affondata dal sommergibile britannico HMS Thames il 26 luglio 1940                                          |
| Tiger (tigre)      | 2 aprile 1927 | 15 marzo 1928   | 15 gennaio 1929     | affondata a seguito di una collisione con il cacciatorpediniere tedesco Z3 Max Schultz il 25 settembre 1939 |